# Melissa Sharon Lane
Melissa Sharon Lane (* 1966) ist eine US-amerikanische Politikwissenschaftlerin und Philosophiehistorikerin besonders der antiken Philosophie.

## Leben
Lane hat 1989 einen A.B. in Social Studies an der Harvard University erworben. Daran schloss sie 1992 einen M.Phil. in Philosophie an der Cambridge University an, 1995 wurde sie ebendort in Philosophie zum Ph.D. promoviert. Von 1994 bis 2009 war sie Fellow des King’s College Cambridge, von 2009 an Professor of Politics und von 2014 Class of 1943 Professor of Politics an der Princeton University. Seit 2013 war sie in den Abteilungen Classics und Philosophy affiliiert, von 2016 bis 2020 Director des University Center for Human Values an der Princeton University.
Lane arbeitet zum politischen Denken der Antike, insbesondere zu Platon, und seiner Relevanz für die Politikwissenschaft der Gegenwart.

## Schriften (Auswahl)
- Of rule and office. Plato’s ideas of the political. Princeton University Press, Princeton 2023. – Rezension von Geoff Bakewell, Bryn Mawr Classical Review 2024.09.17
- Ancient Political Philosophy. In: Edward N. Zalta (Hrsg.): Stanford Encyclopedia of Philosophy, 2010, substantive revision 2018.
- Greek and Roman Political Ideas. Penguin Press, 2014. In den USA unter dem Titel: The Birth of Politics. Eight Greek and Roman Political Ideas and Why They Matter. Princeton University Press, 2015.
- (Hrsg. mit Verity Harte): Politeia in Greek and Roman Philosophy. Cambridge University Press, 2013.
- (Hrsg. mit Verity Harte) (Hrsg.): Politeia. Essays in Honour of Malcolm Schofield. Cambridge University Press, Cambridge 2013.
- Eco-Republic. What the Ancients Can Teach Us about Ethics, Virtue, and Sustainable Living. Princeton University Press, 2012. Im Vereinigten Königreich als: Eco-Republic. Ancient Ethics for the Green Age. Peter Lang, 2011.
- (Hrsg. mit  Martin A. Ruehl): A Poet’s Reich. Politics and Culture in the George Kreis. Camden House, 2011.
- Plato’s Progeny. How Plato and Socrates still captivate the modern mind. Duckworth, 2001.
- Method and Politics in Plato’s Statesman. Cambridge University Press, 1998.